# 五里店街道 (信阳市)
五里店街道，是中华人民共和国河南省信阳市平桥区下辖的一个乡镇级行政单位。

## 行政区划
五里店街道下辖以下地区：
五里社区、蔬菜社区、凤台社区、王水村、孙楼村、郝堂村、七桥村和佛山村。